# Trung Tự
Trung Tự là một phường thuộc quận Đống Đa, thành phố Hà Nội, Việt Nam.
Phường Trung Tự có diện tích 0,42 km², dân số năm 2013 là 16649 người, mật độ dân số đạt 32.188 người/km².